# Delta II
Delta II là một tên lửa vũ trụ (hay hệ thống phóng vào vũ trụ) nguyên được thiết kế và đóng bởi công ty McDonnell Douglas, sau đó được đóng bởi Integrated Defense Systems là một bộ phận của Boeing. Delta II là một phần của gia đình tên lửa Delta và đã được sử dụng từ năm 1989. Delta II bao gồm cả tên lửa đã không còn sử dụng Delta 6000, Delta 7000 đang dùng, và hai biến thể 7000 khác (nhẹ và nặng). Chương trình Delta II trở thành trách nhiệm của United Launch Alliance vào 1 tháng 12 năm 2006.

## Lịch sử
Tất cả các thiết bị phóng chỉ sử dụng một lần được dự tính là dần dần sẽ bị thay thế bởi tàu con thoi, nhưng vào năm 1986 sau tai nạn tàu Challenger Delta lại được phát triển trở lại. Delta II, đặc biệt, được sử dụng để chứa các vệ tinh Khối II của hệ thống GPS. Các tên lửa Delta II đã phóng thành công 125 chương trình (tính đến tháng 8 năm 2007), bao gồm cả một số phi vụ của NASA lên Sao Hỏa:
- Mars Global Surveyor năm 1996
- Mars Pathfinder năm 1996
- Mars Climate Orbiter năm 1998
- Mars Polar Lander năm 1999
- Mars Odyssey năm 2001
- Mars Exploration Rovers (MER-A, Spirit and MER-B, Opportunity) năm 2003
- Mars Phoenix năm 2007

## Mô tả
Delta là loại phương tiện phóng dùng một lần (expendable launch vehicle- ELV). Mỗi tên lửa phóng bao gồm:
- Tầng I: Bình chứa kerosene và oxygen lỏng để bơm vào động cơ tên lửa chính Rocketdyne RS-27 cho việc đẩy lên.
- Tên lửa đẩy nhiên liệu rắn: Dùng để tăng sức đẩy trong 2 phút đầu tiên của chuyến bay.  Tên lửa Delta II cỡ trung bình có tổng cộng 9 động cơ đẩy (6 khai hỏa trên mặt đất, 3 trong chuyến bay); các kiểu khác chỉ sử dụng 3 hoặc 4.
- Tầng II: Các bình chứa nhiên liệu và chất oxy hóa để bơm vào động cơ hypergolic Aerojet có thể tái khởi động để khai hỏa nhiều lần để đẩy tên lửa-tàu vũ trụ vào quỹ đạo thấp của Trái Đất. Tầng này cũng chứa "bộ não" của tên lửa, một tổ hợp của hệ thống định vị quán tính và hệ thống hướng dẫn điều khiển tất cả các sự kiện của chuyến bay.
- Tầng III: Động cơ tên lửa nhiên liệu rắn ATK-Thiokol (một số tên lửa Delta II chỉ có 2 tầng, và thường được sử dụng cho các phi vụ bay vào quỹ đạo Trái Đất) cung cấp sự thay đổi vận chính cần thiết để rời quỹ đạo Trái Đất và đẩy tàu vũ trụ vào một quỹ đạo bay đến Sao Hỏa; nối với tàu vũ trụ cho đến khi cháy hết nhiên liệu, sau đó tự tách ra. Tầng này được ổn định xoay và không có hệ thống hướng dẫn chủ động; nó phụ thuộc vào tầng thứ 2 cho các định hướng đúng trước khi Tầng II/III tách ra.
- Payload fairing: payload fairing bằng kim loại mỏng hay hợp kim (còn gọi là "mũi hình nón") để bảo vệ tàu vũ trụ trong quá trình bay lên xuyên qua khí quyển của Trái Đất.

## Hệ thống đặt tên
Dòng Delta II được đặt tên kỹ thuật bằng một hệ thống 4 chữ số:

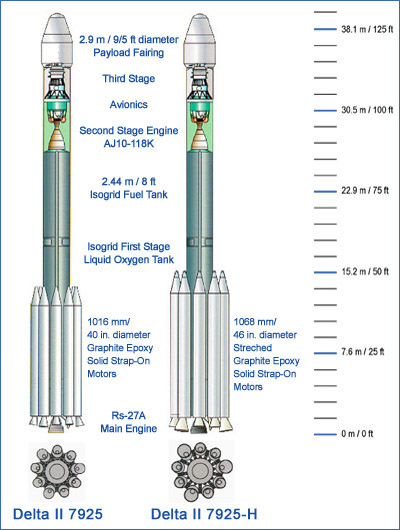
Comparison of standard vs. heavy Delta II

- Số đầu tiên hoặc là 6 hay là 7, chỉ đến Delta 6000- hay 7000-series. Loại 6000-series, phóng lần cuối năm 1992, có một bình dự trữ cực dài để dùng trong giai đoạn đầu với động cơ chính RS-27, với những tên lửa đẩy Castor IVA dùng nhiên liệu rắn. Loại 7000-series hiện nay có một động cơ RS-27 với miệng phun dài hơn cho tỉ lệ mở rộng cao và đạt được độ cao tốt hơn, và tên lửa đẩy GEM (Graphite-Epoxy Motor)  Những tên lửa đẩy GEM lớn hơn và có vỏ làm bằng composite để giảm khối lượng. Ngoài ra còn có động cơ du xích LR101-NA-11 chỉ đạo cho giai đoạn 1.
- Số thứ hai chỉ số tên lửa đẩy, thường là 9. Trong trường hợp đó, 6 tên lửa đẩy được khai hỏa trong lúc phóng và 3 trong 1 phút đầu của chuyến bay. Với những tên lửa có 3 hoặc 4 tên lửa đẩy, tất cả đều được khai hỏa trong lúc phóng.
- Số thứ ba là 2, chỉ tầng hai có trang bị một động cơ Aerojet AJ10. Động cơ này có thể tái khởi động trong những chuyến bay phức tạp. Chỉ có những tên lửa Delta trước 6000-series mới dùng động cơ TR-201.
- Số cuối cùng chỉ về tầng cuối cùng.  0 nghĩa là không có tầng thứ 3. 5 chỉ một Module hỗ trợ trọng tải (PAM) với động cơ Star 48B. 6 chỉ một động cơ Star 37FM.

Ví dụ, Delta 7925 có tầng thứ nhất thuộc đời sau, có 9 tên lửa đẩy GEM, và tầng thứ 3. Delta 7320 là tên lửa hai tầng với 3 tên lửa đẩy.
- Delta II-Heavy có loại tên lửa đẩy GEM-46 lớn hơn, nguyên được thiết kế cho tên lửa Delta III. Những tên lửa này được ký hiệu 79xxH.

## Mô tả phi vụ phóng
Xây dựng phương tiện phóng
Hệ thống phóng Delta II được lắp ghép theo chiều thẳng đứng trên bệ phóng. Tầng thứ I được đưa vào vị trí, các tên lửa đẩy sử dụng nhiên liệu rắn được ghép vào tầng thứ nhất. Sau đó tầng thứ hai được lắp bên trên tầng thứ I.

## Các phi vụ phóng Delta II
Hệ thống Delta II đã được sử dụng cho hơn 300 vụ phóng với nhiều nhiệm vụ của Bộ Quốc phòng Mỹ và   NASA.
Các nhiệm vụ nổi bật
- NEAR
- Mars Global Surveyor
- Mars Pathfinder
- Deep Space 1
- Mars Climate Orbiter
- Mars Polar Lander
- 2001 Mars Odyssey
- CONTOUR
- Mars Exploration Rovers
- Swift
- Deep Impact
- ROSAT
- SIRTF
- MESSENGER
- STEREO
- THEMIS
- Mars Phoenix lander

## Liên kết ngoài

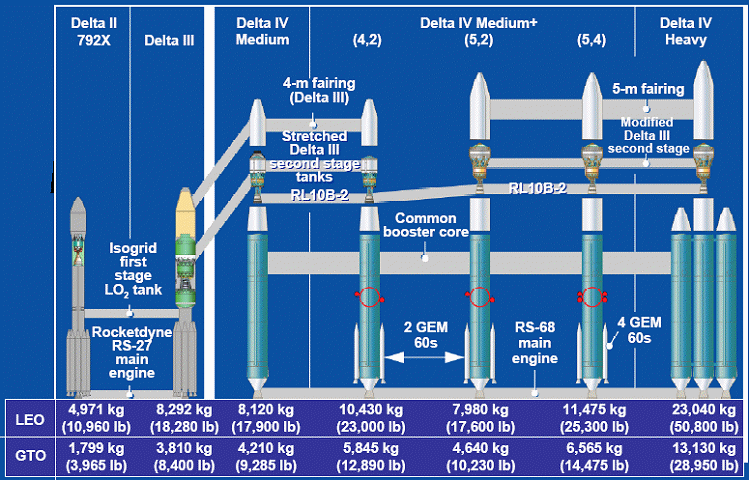
Delta rocket evolution (U.S. Govt.)